# Alfred Lundberg
Johan Alfred Lundberg, född 5 april 1852 i Bälinge, död 11 april 1935 i Rådmansö församling, var en svensk operettsångare (bas), skådespelare och teaterdirektör.

## Biografi
Lundberg var son till inspektören Per Lundberg och Lisa Sophia Elg. Han debuterade på Södra teatern 1873 och var 1874–1905 engagerad vid olika landsortssällskap och vid teatrar i Stockholm, Göteborg och Kristiania. 1905–1911 turnerade han i landsorten med ett eget sällskap, Alfred Lundbergs sällskap och ledde därefter under flera år olika turnéer. Lundberg blev främst uppskattad i sångroller samt historiska skådespel, Bland hans roller märks Plumkett i Martha, Gaspard i Cornevilles klockor, Stor-Klas i Gustaf af Geijerstams Stor-Klas och Lill-Klas och främst som Fileas Fogg i Jorden runt på 80 dagar, en roll han spelade närmare 700 gånger.
Lundberg filmdebuterade 1913 i Victor Sjöströms Miraklet, han kom att medverka i drygt 35 filmer under åren.
Alfred Lundberg var från 1879 gift med sångerskan och skådespelerskan Maria Lindby, född Romdahl, samt far till skådespelaren Signe Lundberg-Settergren. Han var bror till skådespelaren Otto Elg-Lundberg.

## Filmografi i urval
- 1913 – Miraklet
- 1914 – För sin kärleks skull
- 1914 – Bra flicka reder sig själv
- 1914 – Hjärtan som mötas
- 1914 – Salomos dom
- 1915 – En av de många
- 1915 – Hjälte mot sin vilja
- 1915 – Landshövdingens döttrar
- 1915 – Kampen om en Rembrandt
- 1915 – Patriks äventyr
- 1915 – Strejken
- 1916 – Vingarne
- 1916 – Politik och brott
- 1916 – Millers dokument
- 1916 – Enslingens hustru
- 1916 – Dödskyssen
- 1917 – Den levande mumien
- 1917 – Miljonarvet
- 1917 – Vem sköt?
- 1917 – Allt hämnar sig
- 1919 – Synnöve Solbakken
- 1921 – En lyckoriddare
- 1921 – Kvarnen
- 1922 – Vem dömer
- 1922 – Kärlekens ögon
- 1923 – Andersson, Pettersson och Lundström (1901–1902 spelade 
 han Andersson Emil Norlanders uppsättning av pjäsen.)[2]
- 1923 – Närkingarna
- 1924 – Livet på landet
- 1925 – Ingmarsarvet
- 1925 – Damen med kameliorna
- 1925 – Skeppargatan 40
- 1926 – Fänrik Ståls sägner-del I
- 1926 – Mordbrännerskan
- 1928 – Stormens barn
- 1930 – Charlotte Löwensköld

## Teater

### Roller
| År   | Roll               | Produktion                                                                 | Regi               | Teater                     |
| ---- | ------------------ | -------------------------------------------------------------------------- | ------------------ | -------------------------- |
| 1878 | De Tanneville      | Lille hertigen Charles Lecocq, Henri Meilhac och Ludovic Halévy            |                    | Mindre teatern             |
| 1879 | Mars               | Orfeus i underjorden Jacques Offenbach, Hector Crémieux och Ludovic Halévy |                    | Mindre teatern             |
| 1902 | John Forman        | Sherlock Holmes Walter Christmas                                           |                    | Svenska teatern, Stockholm |
| 1907 | Millerström        | Garfvar-Olle Harald Leipziger                                              |                    | Alfred Lundbergs sällskap  |
| 1907 | Kamrer Humla       | Friaren från Värmland Johan Jolin                                          |                    | Alfred Lundbergs sällskap  |
| 1908 | Hertigen af Alba   | Allt för fosterlandet (Patrie!) Victorien Sardou                           |                    | Alfred Lundbergs sällskap  |
| 1918 | Robert Brackenbury | Richard III William Shakespeare                                            | Einar Fröberg      | Intima teatern             |
| 1928 | Nash               | Mary Dugans process Bayard Veiller                                         | Harry Roeck-Hansen | Blancheteatern             |